# Warrington
Warrington este un oraș și o Autoritate Unitară în regiunea North West England. 

## Personalități născute aici
- Hilda James (1904 - 1982), înotătoare olimpică;
- Pete Postlethwaite (1946 - 2011), actor;
- Owen Cooper, actor.